# ایستگاه توکیو تله‌پورت
ایستگاه توکیو تله‌پورت (به ژاپنی: 東京テレポート駅 Tōkyō Terepōto eki) یک ایستگاه قطار مترو وابسته به خط رینکای است که در منطقه کوتو-کو، توکیو در ژاپن واقع شده است.